# Tim Fischer
Tim Fischer es un deportista alemán que compite en vela en la clase 49er.
Ganó dos medallas en el Campeonato Mundial de 49er, plata en 2021 y bronce en 2018, y dos medallas en el Campeonato Europeo de 49er, oro en 2020 y plata en 2021.

## Palmarés internacional
| \| Campeonato Mundial \| Campeonato Mundial \| Campeonato Mundial \| Campeonato Mundial \| \| Año \| Lugar \| Medalla \| Clase \| \| ------------------ \| ------------------ \| ------------------ \| ------------------ \| \| 2018 \| Aarhus (Dinamarca) \| Medalla de bronce \| 49er \| \| 2021 \| Al Musanah (Omán) \| Medalla de plata \| 49er \| \| Campeonato Europeo \| \| \| \| \| Año \| Lugar \| Medalla \| Clase \| \| 2020 \| Attersee (Austria) \| Medalla de oro \| 49er \| \| 2021 \| Salónica (Grecia) \| Medalla de plata \| 49er \| |                    |                   |       |
| Campeonato Mundial |                    |                   |       |
| Año | Lugar              | Medalla           | Clase |
| 2018 | Aarhus (Dinamarca) | Medalla de bronce | 49er  |
| 2021 | Al Musanah (Omán)  | Medalla de plata  | 49er  |
| Campeonato Europeo |                    |                   |       |
| Año | Lugar              | Medalla           | Clase |
| 2020 | Attersee (Austria) | Medalla de oro    | 49er  |
| 2021 | Salónica (Grecia)  | Medalla de plata  | 49er  |